# Teresa de Gubernatis
Pour les articles homonymes, voir De Gubernatis.
Teresa de Gubernatis, née le 2 mars 1832 à Turin et morte le 28 décembre 1893 à Rome, est une pédagogue, enseignante, essayiste, romancière, auteure dramatique et nouvelliste italienne.

## Biographie

### Enfance
Première-née de onze enfants de Giovanni Battista De Gubernatis et Maria Cleofe Turchetti, elle est la sœur de l'écrivain Angelo De Gubernatis et du diplomate Emilio de Gubernatis.
Éduquée par son père jusqu'en 1848, elle fréquente ensuite l'école du pédagogue Ferrante Aporti, et s'intéresse  à la littérature.

### Carrière
Teresa de Gubernatis devient institutrice et directrice du jardin d'enfants institué à Turin par les Aporti, jusqu'en 1853 ; aidée par sa famille, elle fonde son propre institut d'éducation et d'instruction pour femmes destiné aux jeunes filles riches de Turin.
En 1858, elle épouse le journaliste Michele Mannucci, ancien directeur de La Speranza à Rome, puis directeur du journal Il giornale delle arti e delle industrie (littér. Journal des arts et des industries) de Turin. La même année, l'école de Turin fusionne avec l'institut maternel fondé par Domenico Berti, autre disciple de Ferrante Aporti, offrant ainsi une alternative courageuse aux écoles religieuses.
Pendant un certain temps, elle traite de l'économie domestique et écrit dans divers journaux, avec pour objectif de convaincre les femmes de l'importance de l'étude et de leur engagement dans un rôle social actif.
Après la mort de son mari (1871), elle revient à la fonction publique : directrice de la section télégraphique des femmes à Florence, puis directrice du lycée municipal des femmes à Rome, où elle succède à Erminia Fuà Fusinato, appelée à diriger l'école de Palombella. Elle est également présidente de la Société pour l'enseignement supérieur des femmes, organisme placé sous le patronage de la reine, qui organise des conférences sur des sujets scientifiques et artistiques.
En 1885, elle écrit pour la maison d’édition Paravia son œuvre la plus célèbre, Cent courtes histoires pour enfants (Cento novelline per l'infanzia - ossia Virtù, vizii e pericoli de' bambini). Dans la préface de la troisième édition (parue la même année), l'éditeur écrit : « Il [ce petit livre] a été adopté dans de nombreuses écoles maternelles et élémentaires et a été donné par de nombreuses bonnes mères éducatrices à leurs enfants, qui ont montré leur gratitude en acquérant l'amour pour une lecture instructive et morale, pour l’étude, pour la vertu, imitant les petits personnages des nouvelles, qui avaient avec tant de plaisir lu, relu, mémorisé et écrit par imitation, comme incitatif à la composition. » Le livre continuera d'être réimprimé jusqu'en 1895.
Elle décède à Rome (Italie) le 28 décembre 1893.

### Publications de De Gubernatis
- Cento novelline per l'infanzia (Turin, 1885 ; diverses réimpressions, la dernière en date en 1895).
- Morale in pratica (Turin, 1887).
- La volubilità (Turin, 1887).
- Manuale pratico (Turin, 1887).
- La sora Gegia (Turin, 1890), roman.
- Commediole educative (Florence, 1881), saynètes.